# В'єсте
В'єсте (італ. Vieste) — муніципалітет в Італії, у регіоні Апулія, провінція Фоджа.
В'єсте розташовані на відстані близько 310 км на схід від Рима, 105 км на північний захід від Барі, 70 км на північний схід від Фоджі.
Населення — 13 984 особи (2014).
Щорічний фестиваль відбувається 9 травня, 23 квітня, 13 червня. Покровитель — Santa Maria di Merino.

## Демографія
Населення за роками:

Станом на 1 січня 2023 року в муніципалітеті офіційно проживало 757 іноземців з 53 країн, серед них 513 громадян країн Євросоюзу та 34 громадяни України.

## Сусідні муніципалітети
- Маттіната
- Монте-Сант'Анджело
- Пескічі
- Віко-дель-Гаргано